# Iosif Matrunczik
Iosif Wasiljewicz Matrunczik (ros. Иосиф Васильевич Матрунчик, biał. Іосіф Васілевіч Матрунчык, ur. 8 stycznia?/21 stycznia 1903 we wsi Kajkowo w rejonie mińskim, zm. 9 maja 1945 w Polsce) – radziecki lotnik wojskowy, podpułkownik, Bohater Związku Radzieckiego (1940).

## Życiorys
Był narodowości białoruskiej. Do 1919 skończył 6 klas szkoły w Mińsku, pracował jako robotnik rolny i niewykwalifikowany robotnik w gospodarstwie rolnym, od listopada 1925 służył w Armii Czerwonej. Do 1931 służył w piechocie w Białoruskim Okręgu Wojskowym, potem w lotnictwie, w 1932 ukończył wojskową lotniczą szkołę pilotów w Orenburgu i został szturmanem (nawigatorem) w Moskiewskim Okręgu Wojskowym. W 1934 ukończył wojskową szkołę lotniczą w Borisoglebsku, po czym służył w siłach powietrznych Białoruskiego Okręgu Wojskowego. Od grudnia 1939 do marca 1940 jako dowódca eskadry 18 pułku lotnictwa bombowego 15 Armii w stopniu kapitana uczestniczył w wojnie z Finlandią, biorąc udział w przełamaniu obrony przeciwnika nad jeziorem Ładoga. Wykonał wówczas 59 lotów bojowych. Później służył w Leningradzkim Okręgu Wojskowym, później brał udział w wojnie z Niemcami, od listopada 1941 do sierpnia 1942 jako dowódca 18 pułku lotnictwa bombowego Frontu Leningradzkiego i Wołchowskiego, uczestniczył w obronie Leningradu. Od stycznia do października 1943 był starszym instruktorem w Wydziale Lotnictwa Bombowego Zarządu Przygotowania Bojowego Lotnictwa Frontowego Sił Powietrznych Armii Czerwonej, następnie do kwietnia 1944 zastępcą dowódcy 1 Dywizji Lotnictwa Bombowego Gwardii w stopniu podpułkownika na 2 Froncie Ukraińskim. Brał udział w wyzwoleniu Ukrainy Prawobrzeżnej i operacji korsuń-szewczenkowskiej. W kwietniu 1944 w wyniku awarii kukuruźnika odniósł poważne obrażenia i do sierpnia 1944 leczył się w szpitalu. W listopadzie 1944 został inspektorem w 326 Dywizji Lotnictwa Bombowego na 1 Froncie Nadbałtyckim, następnie 1 Froncie Białoruskim, uczestniczył w zdobywaniu Królewca, operacji wschodniopruskiej i operacji berlińskiej. Podczas tej wojny wykonał ok. 50 lotów bojowych. Zginął w Polsce od wybuchu miny. Został pochowany w Pile.

## Odznaczenia
- Złota Gwiazda Bohatera Związku Radzieckiego (20 maja 1940)
- Order Lenina (dwukrotnie, 1940 i 1942)
- Order Czerwonej Gwiazdy (dwukrotnie, 1944 i 1945)

I medale.